# Ágrip af Nóregskonungasögum
Ágrip af Nóregskonungasögum ou Ágrip é uma sinótica saga dos reis da Noruega, escrita em nórdico antigo. O texto preservado inicia-se com a morte de Haldano, o Negro e termina com a ascensão de Inge I da Noruega, mas é acreditado que o original cobria um período maior, provavelmente até o reinado de Sverre da Noruega. O trabalho foi compostos por um escritor norueguês desconhecido em cerca de 1190. O único manuscrito restante é islandês desde a primeira metade do século XIII. A primeira folha do pergaminho preservado do livro está faltando, portanto o título original do livro, se possuía algum, é desconhecido. O nome Ágrip af Nóregskonungasögum ("Uma Sinopse das Sagas dos Reis da Noruega") foi primeiramente usado em uma edição em 1835.
Ágrip foi traduzida para neerlandês (1834), latim (1835), alemão (1929), norueguês (nynorsk) (1936) e inglês (1995).